# هوجو شیگه‌توکی
هوجو شیگه‌توکی (به ژاپنی: 北条重時 Hōjō Shigetoki); ۱۱ ژوئیهٔ ۱۱۹۸ – ۲۶ نوامبر ۱۲۶۱) سامورایی پسر هوجو یوشیتوکی و هیمه نو مائه، سومین رئیس بخش شمالی روکوهارا تاندای بود. خواهر وی کاسای دونو همسر پنجمین شیکن هوجو توکی‌یوری بود و هشتمین شیکن هوجو توکیمونه خواهرزادهٔ وی بود.
وی سومین پسر دومین شیکن، هوجو یوشیتوکی و پدر ششمین شیکن هوجو ناگاتوکی بود.